# Assortiment
Het assortiment is de verzameling van producten of diensten die een onderneming aanbiedt voor de verkoop.

## Dimensies

### Breedte en diepte
De twee belangrijkste dimensies van het assortiment zijn de breedte en de diepte. Een breed assortiment is verdeeld over verschillende productgroepen zoals in een warenhuis. Een winkel met een smal assortiment specialiseert zich doorgaans in één of enkele productgroepen, zoals een levensmiddelenspeciaalzaak of een juwelier.
Met de diepte van een assortiment wordt de mate van volledigheid van het productaanbod binnen een bepaalde categorie bedoeld. Een kleine supermarkt zal waarschijnlijk qua breedte van het assortiment nauwelijks verschillen met een grote weidewinkel, maar zal qua diepte van het assortiment juist wel weer beperkt zijn. Ter illustratie, in plaats van de 15 verschillende soorten ketchup die er mogelijk bij de grote supermarkt staan, zal er bij een kleine buurtsupermarkt slechts 1 variant verkrijgbaar zijn.
Verder geldt voor de meeste sectoren dat de diepte van een assortiment negatief gecorreleerd is aan de breedte. Dat wil zeggen dat hoe meer verschillende categorieën een winkel voert, hoe beperkter het aanbod in elke categorie kan zijn.

### Lengte en consistentie
Twee andere en minder vaak gebruikte dimensies zijn de lengte en de consistentie van het assortiment. Met lengte wordt het totale aantal artikelen dat de verkoper aanbiedt bedoeld. Met consistentie wordt gerefereerd aan de mate waarin de verschillende categorieën met elkaar verband houden. In een supermarkt vertonen de meeste traditionele productgroepen een hoge mate van consistentie, ze zijn allemaal grotendeels bedoeld voor voeding of persoonlijke verzorging. Wanneer een supermarkt ook bancaire diensten of auto's gaat verkopen, dan spreekt men van branchevervaging. De consistentie van het assortiment neemt in dat geval af.

## Rollen binnen het assortiment
Binnen het assortiment van een onderneming zijn verschillende rollen voor individuele producten of merken te herkennen. Zo kennen de meeste categorieën een kernassortiment van producten met een hoge omloopsnelheid. In de ideale situatie zitten er binnen dit kernassortiment ook één of meerdere producten die consumenten in spreekwoordelijke zin de winkel in kunnen trekken. Dit zijn de zogenaamde traffic builders.  Voorbeelden hiervan zijn de rookworsten bij de Hema, of wasmiddelen bij supermarkten. In bredere zin geldt hetzelfde ook voor de (gratis) oogmeting bij de opticien. In zijn assortimentsaanbod voert deze ook enkele diensten die als traffic builder gezien kunnen worden.
Daarnaast zijn er producten die een lagere omloopsnelheid hebben. Vaak worden deze producten slechts in het assortiment opgenomen als ze een andere functie voor de ondernemer kunnen vervullen, bijvoorbeeld het realiseren van bovengemiddelde marge (de zogenaamde margebrengers) of belangrijk zijn voor de uitstraling van de verkoper. Een voorbeeld van dit laatste is het topmodel in de showroom van een autodealer.

## Rol van het assortiment
Retailers kunnen door middel van hun assortimentskeuze zichzelf ook onderscheiden van concurrenten. In de supermarktbranche komt dit tot uitdrukking in de vorm van service-supermarkten met een uitgebreid assortiment of juist discounters die zich onderscheiden door een veel beperkter assortiment.
Daarnaast blijken sommige speciaalzaken zich ook te midden van grote ketens met veel bredere assortimenten te kunnen handhaven door juist een erg diep assortiment te bieden. Een specifiek voorbeeld van een super-speciaalzaak betreft de category killer. Hierbij wordt door een bepaalde keten een dermate breed en diep assortiment aangeboden, dat dit bedrijf in staat blijkt de categorie bij minder gespecialiseerde ketens zeer effectief te beconcurreren. Succesvolle voorbeelden hiervan zijn vooral uit de Verenigde Staten bekend, waar ketens als "Bed, Bath and Beyond" en "Toys 'R Us" ertoe bijgedragen hebben dat het aanbod van minder gespecialiseerde retailers verder verschraald is.
In verschillende branches wordt er vanwege het belang van het assortiment een bijna wetenschappelijke studie gemaakt van de assortimentsopbouw. Zo worden in de levensmiddelenindustrie schappenplannen gemaakt, schema's voor de opbouw van het vak waar en hoeveel producten moeten staan op een meter, waarbij geprobeerd wordt de doelstellingen van de retailer (bijvoorbeeld het werven van klanten in een speciale doelgroep) in de assortimentsopbouw tot uitdrukking te brengen, of door het assortiment zo te kiezen dat de winstmarge gemaximaliseerd wordt. Deze assortimentsanalyses vinden vaak plaats in samenwerking tussen fabrikanten en retailers.

## Kosten van een assortiment
Hoe groter het assortiment, hoe hoger de kosten die hiermee samenhangen. Het gaat dan vooral om complexiteitskosten omdat minder grote aantallen van één specifiek product verkocht zullen worden en er als gevolg daarvan meer voorraad aangehouden moet worden of meer handelingen bij het vervoer moeten worden verricht. Ook bestaat het risico dat het aantal producten dat niet verkocht kan worden toeneemt (bijvoorbeeld door derving). Daarnaast zal bij een groot assortiment het personeel meer of vaker getraind moeten worden om voldoende kennis van het gehele assortiment te verkrijgen.
Frequente wijzigingen in het assortiment verhogen deze kosten. Om die reden komt het in bepaalde sectoren voor dat winkels financiële vergoedingen, zogenaamde listing fees, vragen van de groothandel of producent om een nieuw product in het assortiment op te nemen.